# قطعنامه ۴۷۷ شورای امنیت
قطعنامه ۴۷۷ شورای امنیت سازمان ملل متحد که در تاریخ ۳۰ ژوئیه ۱۹۸۰ تصویب شد، سندی بین‌المللی دربارهٔ پذیرش اعضای جدید سازمان ملل متحد: زیمبابوه است. این قطعنامه طی نشست ۲٬۲۴۴ام با ۱۵ موافق، ۰ مخالف و ۰ ممتنع تصویب شد.